# Adriana Ivancich
Adriana Ivancich (Venezia, 4 gennaio 1930 – Orbetello, 24 marzo 1983) è stata una nobile italiana, nota per aver intrecciato una relazione sentimentale con Ernest Hemingway. Discendeva da una famiglia di armatori di origine dalmata trasferitasi nel corso del XIX secolo a Venezia.

## Biografia
Lo scrittore statunitense conobbe Adriana Ivancich a Latisana il 10 dicembre del 1948, mentre si apprestava una partita di caccia in una tenuta in località San Gaetano a Caorle. La contessina aveva 18 anni e lui quasi cinquanta.
Hemingway si innamorò di lei e la frequentò assiduamente, elevandola a sua musa ispiratrice. I due si vedevano a Venezia e Cortina. Hemingway rientrò a Cuba nell'aprile 1949 per tornare a Venezia nel gennaio 1950 e restarvi fino a marzo. L'amicizia con Adriana rinnovava la sua creatività. Alla fine lo scrittore invitò Adriana e la madre Dora nella sua casa a Cuba. Adriana restò a Cuba per tre mesi e mezzo tra il 1950 e il 1951. Si videro di nuovo nel periodo marzo/maggio 1954 a Venezia, quando Hemingway tornò dopo due incidenti d'aereo in Africa. Verso il 1955 si interruppe la relazione d'amore platonica. Tra 1949 e 1955 si scrissero una serie di lettere, di cui oggi una parte è conservata nella università di Austin (Texas) e nella Kennedy Library di Boston.
Hemingway, nonostante le iniziali smentite ufficiali, sue e della stessa Ivancich, si ispirò chiaramente a lei per il personaggio di Renata nel suo romanzo Di là dal fiume e tra gli alberi, ambientato in Veneto e Friuli, pubblicato nel 1950. Lo stesso Hemingway, proprio per tutelare Ivancich dal possibile scandalo che avrebbero potuto suscitare i palesi riferimenti presenti nel romanzo, ne vietò la pubblicazione in Italia per almeno due anni. Il romanzo fu poi pubblicato in Italia nel 1965, ma la vicenda aveva suscitato comunque scalpore già prima.
La stessa Adriana Ivancich scrisse un libro di memorie, La torre bianca (Arnoldo Mondadori Editore, 1980), nel quale raccontò i dettagli della sua lunga frequentazione con lo scrittore statunitense, dichiarando fra l'altro di essere lei la Renata del romanzo Di là del fiume e tra gli alberi.
Disegnò inoltre la copertina per l'edizione statunitense dello stesso romanzo e per altre pubblicazioni dello stesso Hemingway. Nel 1953 pubblicò alcune sue poesie sotto il titolo Ho guardato il cielo e la terra.
Nel 1963 sposò il conte tedesco Rudolph von Rex col quale ebbe due figli, Carlo e Nicola.
Il 24 marzo 1983 Adriana si impiccò, a 53 anni, nella sua tenuta in località Giardino, tra Capalbio e Ansedonia. I medici dell’ospedale di Orbetello non riuscirono a salvarla.